# 林 (高松市)
林（はやし）は、香川県高松市東部にある一地区で、高松市役所林出張所の管内。上林町、林町、六条町の3町からなる。かつては全域が「木田郡林村」(はやしむら)として存在し、1956年9月30日に高松市に編入された。

## 地理
地区は高松市東部に位置し、高松市中心部の郊外に位置するほぼ正方形をした地区である。人口は2010年時点で1万11人（男4,945人/女5,066人）、世帯数は4221世帯であり、人口・世帯数は高松市の地区では多い部類に入らないが2010年までの10年間における人口増加率は約2倍と高松市を構成する地区の中で最も高い。面積は5.802、人口密度は1平方キロメートルあたり1,904.14人と高松市の地区の中では平均的である。

### 地形
全域が高松平野の一部であるため、大きな起伏は存在しない。ただし、扇状地を形成する高松平野の特性上、地区の南に行けば行くほど標高は上がり、同時に斜度もきつくなる。河川は地区の東側を流れる春日川やそこへ合流する古川が位置する。讃岐平野の特徴であるため池は地区の中央には存在せず、地区の北端と西端に集中して存在する。
- 山：なし
- 川：春日川、古川
- 湖沼：亀池、長池、下池、分ヶ池

### 土地利用
かつて地区内は基本的に田の広がる田園地帯であり、散村状に民家が点在していたが、特に2000年代に入ると北西部で区画整理（太田第2土地区画整理事業、事業主：高松市）が行われたり、国道11号高松東バイパスや県道43号中徳三谷高松線などの幹線道路の開通、高松道高松中央I.C.の供用開始などの相次ぐ交通アクセス向上の影響で、幹線道路沿いにロードサイド店などが立地していった。それでも地区の大部分にあたるそれ以外の地域は、これまで市街化調整区域であったため農地転用による開発が制限されていたが、2004年に県によってその線引きが撤廃された影響で農地だった土地が次々と宅地化しており、結果高松市中心部のベッドタウンとして2010年までの10年間に人口が約2倍に急増した。しかし、これら地域は意図的に道路や下水道などのインフラ整備が行われていないため、スプロール化やそれに伴う高松市全体の地盤沈下などが懸念されている。

### 人口
| \| 2002年（平成14年） \| 6,772人 \| \| \| 2003年（平成15年） \| 6,839人 \| \| \| 2004年（平成16年） \| 7,098人 \| \| \| 2005年（平成17年） \| 7,388人 \| \| \| 2006年（平成18年） \| 7,734人 \| \| \| 2007年（平成19年） \| 8,584人 \| \| \| 2008年（平成20年） \| 9,031人 \| \| \| 2009年（平成21年） \| 9,563人 \| \| \| 2010年（平成22年） \| 10,011人 \| \| |          |  |
| 高松市 / 登録人口（10月1日時点） |          |  |
| 2002年（平成14年） | 6,772人  |  |
| 2003年（平成15年） | 6,839人  |  |
| 2004年（平成16年） | 7,098人  |  |
| 2005年（平成17年） | 7,388人  |  |
| 2006年（平成18年） | 7,734人  |  |
| 2007年（平成19年） | 8,584人  |  |
| 2008年（平成20年） | 9,031人  |  |
| 2009年（平成21年） | 9,563人  |  |
| 2010年（平成22年） | 10,011人 |  |

### 隣接する地域
- 北：高松市
- 西：高松市、
- 南：高松市
- 東：高松市、

### 高松市林出張所管内
- 上林町 761-0302
- 林町 761-0301
- 六条町 761-0303

## 歴史
1989年までは旧高松空港があり、地区名を取って「林の飛行場」とも呼ばれていた。

### 年表
高松市編入以前は「林村」を参照
- 1956年（昭和31年）9月30日 - 木田郡林村が高松市に合併（高松市第5次合併）。この区域を以って高松市林地区成立。
  - 旧大字の区域を継承した上林町、林町、六条町の3町を設置。
  - 高松市林出張所が開所。
  - 林村立林小学校が高松市立林小学校に改称。

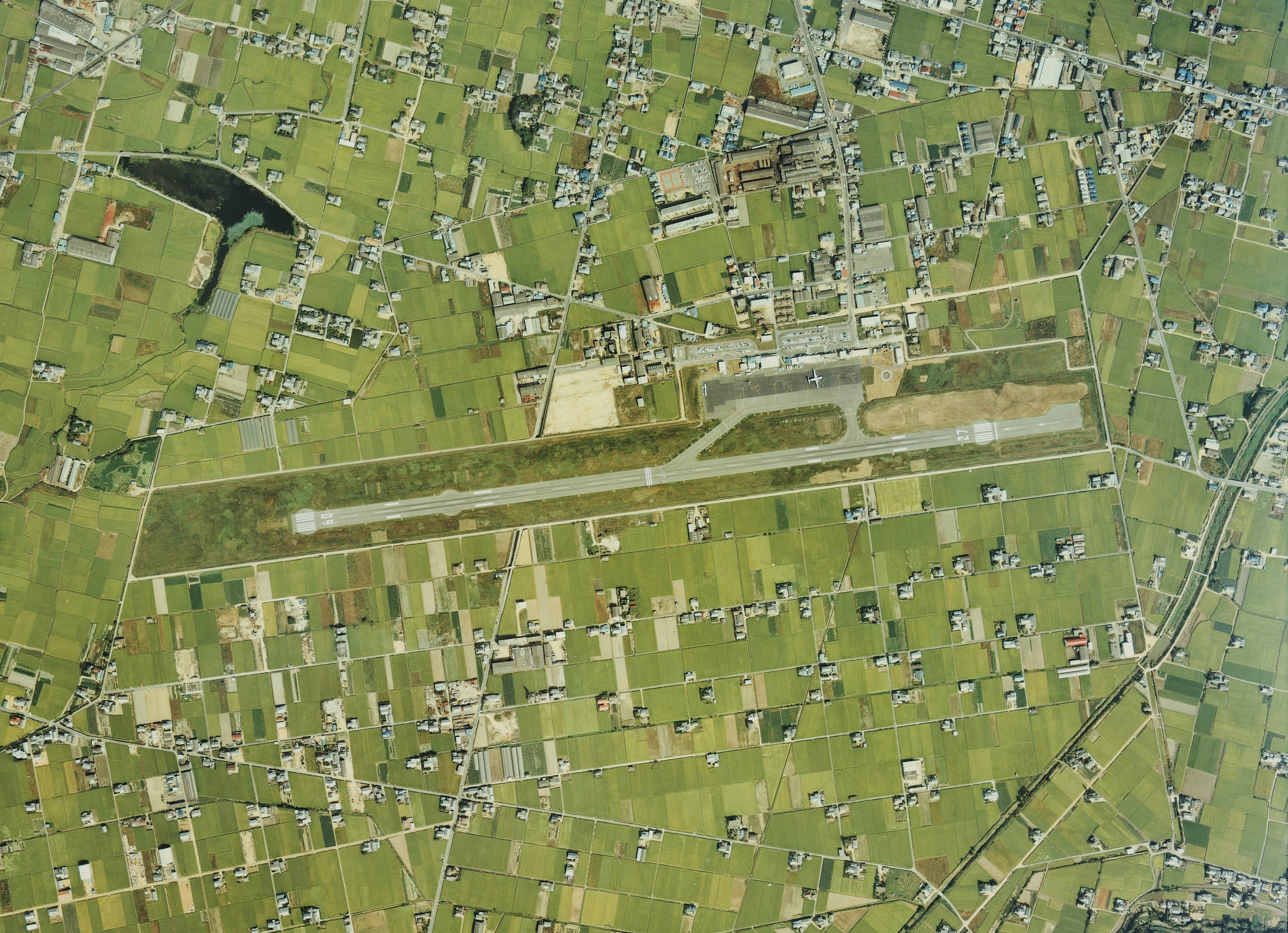
旧高松空港(1980年)

- 1958年（昭和33年）6月 - 旧陸軍林飛行場が規模を縮小し高松空港として供用開始。通称「林の飛行場」。
  - 正式な供用開始日はこの日であるが、3年前から民間機が就航しており空港として体は成していた。
- 1987年（昭和62年）2月20日 - 太田第2土地区画整理事業開始。
- 1989年（平成元年）12月16日 - 香川郡香南町（現在の高松市由佐地区）で新高松空港が供用を開始。これにともない林の飛行場は廃止される。
  - 同時に旧空港跡地は香川インテリジェントパークとして整備する計画が策定。
- 1993年（平成5年）9月3日 - 国道11号高松東バイパス水田交差点 - 上天神町交差点間が開通。
- 1994年（平成6年）3月30日 - 香川インテリジェントパーク内に香川県立図書館・文書館と香川県産業交流センター（サンメッセ香川）が開館。
- 1996年（平成8年）5月 - 香川インテリジェントパーク内に香川産業頭脳化センターが開所。
- 2000年（平成12年）3月24日 - 香川インテリジェントパーク内に香川大学林町キャンパス（工学部）が開校。
- 2001年（平成13年）3月29日 - 高松道さぬき三木I.C. - 高松中央I.C.間が開通。地区内で高松中央I.C.が供用開始。
- 2003年（平成15年）3月30日 - 高松道高松中央I.C. - 高松西IC間が開通。
- 2009年（平成21年）3月29日 - 太田第2土地区画整理事業の道路整備が完成し、竣工式が行われる。

### 町名の変遷
| 実施後 | 実施年月日      | 実施前   |
| ------ | --------------- | -------- |
| 林町   | 昭和31年9月30日 | 大字下林 |
| 上林町 | 昭和31年9月30日 | 大字上林 |
| 六条町 | 昭和31年9月30日 | 大字六条 |

## 経済
高松市の平均と比較して第一次産業（+1.1%）及び第二次産業従事者（+3.7%）の割合が高く、第三次産業従事者（-4.9%）の割合が低い。

### 第一次産業
- 就業者数：166人、構成比：4.6%（2005年国勢調査）[3]

地区内には多くの農地が存在し、主に稲作を中心とした農業が行われている。しかし、特に区画整理が行われた北西部では農地が次々と宅地に転用され、その他の場所でも国道11号高松東バイパスや香川県道43号中徳三谷高松線など新たな道路建設が進むにつれて農地が減少する傾向にある。
- 米

### 第二次産業
- 就業者数：830人、構成比：23.1%（2005年国勢調査）[3]

地区内に大規模な第2次産業集中地帯は無いが、香川インテリジェントパーク周辺に軽工業系の工場が位置している。

### 第三次産業
- 就業者数：2592人、構成比：72.2%（2005年国勢調査）[3]

商業施設は国道11号高松東バイパスや県道43号中徳三谷高松線などの新たに建設された4車線道路沿いにロードサイド店が多く立地している。
1992年には旧高松空港跡に香川インテリジェントパークが造成され、県の産業支援施設や民間の技術研究所が立地している。
主な企業
- 香川インテリジェントパーク
  - 穴吹工務店 穴吹住環境デザイン研究所 -1998年竣工、2013年までに解体[4]。現在はミサワホーム。
  - ウッドホーム本社・ショールームパンサー
  - 四国計測工業高松支社・高松技術研究所
  - タダノ技術研究所
  - 日本アイ・ビー・エム高松事業所
  - NEC高松ソフトウェアセンター
  - ヒューテック本社
  - 四電エンジニアリング技術開発センター
  - パル技研本社
  - STNet Powarico - クラウドサーバー。ミサワホームの裏（西側）に存在する。
- 百十四銀行木太支店頭脳化センター出張所 - 2023年12月8日（営業最終日）をもって親店舗にブランチインブランチ。
- JA香川県林支店

主な商業施設
- 四季食彩館ムーミー林店
- 新鮮市場きむら林店 （長らく廃墟だった建物を取り壊し2014年新鮮市場きむらがオープン）
- マルナカ林店 - 2014年12月開業。マルナカがイオングループ入りした後初の新店舗。
- エブリイ六条店
- キリン堂エブリイモール六条店

## 教育
地区内の小学校は市立林小学校が存在し、中学校は存在しない。小学校区は林小学校が地区のほぼ全域を校区としており、また、六条町の一部は川添地区にある市立川添小学校、上林町の一部は多肥地区にある市立多肥小学校の校区である。中学校区は多肥小学校の校区が市立龍雲中学校となっている他は全域が川添地区にある市立協和中学校の校区である。
大学
- 香川大学林町キャンパス（工学部）

小学校・中学校
太字の校名は地区内に位置する学校で、それ以外は地区内には位置しないが校区が地区内にかかっている学校。
- 高松市立林小学校
- 高松市立川添小学校
- 高松市立多肥小学校
- 高松市立協和中学校
- 高松市立龍雲中学校

幼稚園・保育所
- 市立林幼稚園
- 市立林こども園
- 私立にこにこ保育園
- すくすく保育所（企業主導型保育施設）

この他、急激な宅地の増加で子供の人数が増えており、私立の認定こども園が3施設分散して存在する。

## 行政
この地区は1956年以降高松市の一部であるため地区単独での自治権はもたない。この地区の行政サービスの中心としては高松市林出張所があり各種住民サービスに対応している。またそこは公民館も兼ねていて林コミュニティセンターとして地域交流・生涯学習の中心となっている。
地区内に交番などは無いが（過去には林町1170番地10に林駐在所があった。）隣接する多肥地区に高松南警察署があり当地区はその管内となっている。同じく消防も多肥地区の高松市南消防署の管内である。
主な行政施設
- 高松市林出張所

## 生活
公共施設
| - 林コミュニティセンター（公民館） - 高松林郵便局 - 浴公園 - 浴西公園 - 天皇公園 - 長池中央公園 | - 香川インテリジェントパーク - 香川県立図書館・文書館 - 香川産業頭脳化センタービル - 香川県新規産業創出支援センター ネクスト香川 - 香川県科学技術研究センター FROM香川 - 香川県産業交流センター サンメッセ香川 - 高温高圧流体技術研究所 RISTかがわ（地域共同研究施設） - 産業技術総合研究所四国センター |

医療機関
| - えがお歯科 - CVS辻クリニック - 高松歯科医院 - 瀧川整形外科医院 - 谷本医院 - みたに歯科クリニック | - 吉田内科医院 - あきた小児科クリニック - さわ医院 - 白石心臓血管クリニック - はまもと医院 |

※町別50音順

## 交通

### 道路
高速道路
- 高松自動車道高松中央インターチェンジ

国道
- 国道11号高松東バイパス（さぬき夢街道）

主要地方道
- 香川県道10号高松長尾大内線（さぬき東街道）
- 香川県道43号中徳三谷高松線
- 香川県道43号中徳三谷高松線別線1

その他県道
- 香川県道147号太田上町志度線
- 香川県道147号太田上町志度線バイパス（サンシャイン通り）
- 香川県道156号西植田高松線
- 香川県道156号西植田高松線バイパス

市道
- 高松市道木太林線（旧空港通り）

### 鉄道
地区の北東にはことでん長尾線の線路がわずかに通っているが地区内に駅は存在しない。最寄の駅としてはその長尾線の元山駅と水田駅が挙げられ、それぞれの駅に近い六条町の北部と北東部の各一部では鉄道を利用することが可能である。しかし、それら駅を利用可能な場所は地区のごく一部に限られるため、やはり林地区の代表駅的性格は持たない。
- なし

### バス
地区内を通るバス路線はことでんバスで、高松駅方面にサンメッセ・川島・西植田線の1路線4系統と、伏石駅方面に伏石駅サンメッセ線1系統が存在する。これらバスの路線網は地区のほぼ全域に及ぶが、上林町には路線バスが一線も無い。
また、高松中央IC付近には高速バスの停留所（高松中央インターバスターミナル・高松中央インター南バス停）がある。
ことでんバス
- サンメッセ・川島・西植田線
  - 川島線・サンメッセ香川経由便（61・62）：さこ - 林支所 - 亀の町 - サンメッセ香川 - 日本IBM・穴吹住環境研究所前 - 古川橋 - 六条橋
  - 西植田線（63・62）：さこ - 林支所 - 亀の町 - サンメッセ香川 - 日本IBM・穴吹住環境研究所前 - 古川橋 - 六条橋
  - 川島線・レインボー通り経由便（64・65）：香川大学工学部前 - 県立図書館 文書館前 - サンメッセ香川 - 日本IBM・穴吹住環境研究所前 - 古川橋 - 六条橋
  - 川島線・林新道経由便（66・67）：さこ - 林支所 - 下り原 - 林新道 - 六条橋
- 伏石駅サンメッセ線
  - 香川大学工学部前 - 県立図書館・文書館前 - サンメッセ西（太田駅行のみ） - サンメッセ香川 - サンメッセ東

## メディア

### 放送
ケーブルテレビ
- ケーブルメディア四国（高松ケーブルテレビ）

地上波テレビ放送
基本的に高松市東部古高松地区の前田山にある高松局を受信する。そのほか、古い建物などでは岡山県玉野市の金甲山にある岡山局を受信している世帯もあるが、それらの世帯でもほとんどは加えて高松局も受信している。高松局を受信する場合はアナログ放送でもUHFアンテナ1本で全チャンネルが受信できるが、アナログ放送において岡山局を受信する場合はUHFアンテナとVHFアンテナの2本が必要だった。なお、デジタル放送は全てUHFアンテナ1本で済む。
| 局名                 | 局名                 | NHK高松 | NHK高松 | NHK岡山 | NHK岡山 | RNC  | KSB  | RSK  | TSC  | OHK  | 出力            | 偏波面 | 送信 場所 |
| 局名                 | 局名                 | 総合    | 教育    | 総合    | 教育    | RNC  | KSB  | RSK  | TSC  | OHK  | 出力            | 偏波面 | 送信 場所 |
| デジタルリモコン番号 | デジタルリモコン番号 | 1ch     | 2ch     | 1ch     | 2ch     | 4ch  | 5ch  | 6ch  | 7ch  | 8ch  | 出力            | 偏波面 | 送信 場所 |
| -------------------- | -------------------- | ------- | ------- | ------- | ------- | ---- | ---- | ---- | ---- | ---- | --------------- | ------ | --------- |
| 高松                 | デジタル             | 24ch    | 13ch    | -       | -       | 15ch | 17ch | 21ch | 18ch | 27ch | NHK1kW/民放500W | 水平   | 前田山    |
| 高松                 | アナログ             | 37ch    | 39ch    | -       | -       | 41ch | 33ch | 29ch | 19ch | 31ch | NHK10kW/民放5kW | 水平   | 前田山    |
| 岡山 (北讃岐)        | デジタル             | (24ch)  | (13ch)  | 32ch    | 45ch    | 20ch | 30ch | 21ch | 18ch | 27ch | 2kW(200W)       | 水平   | 金甲山    |
| 岡山 (北讃岐)        | アナログ             | -       | -       | 5ch     | 3ch     | 9ch  | 25ch | 11ch | 23ch | 35ch | V10kW/U20kW     | 水平   | 金甲山    |

| AMラジオ放送 - NHK高松第1放送：1368kHz（高松局 出力5kW） - NHK高松第2放送：1035kHz（高松局 出力1kW） - 西日本放送ラジオ：1449kHz（高松局 出力5kW） | FMラジオ放送 - NHK高松FM放送：86.0MHz（高松局 出力1kW） - FM香川：78.6MHz（高松局 出力1kW） - FM高松：81.5kHz（コミュニティ放送 出力20W） |

県外波
| - NHK岡山第1放送：603kHz（岡山局 出力5kW） - NHK岡山第2放送：1386kHz（岡山局 出力5kW） - RSKラジオ：1494kHz（岡山局 出力10kW） - NHK大阪第1放送：666kHz（大阪局 出力100kW） - NHK大阪第2放送：828kHz（大阪局 出力300kW） - MBSラジオ：1179kHz（大阪局 出力50kW） - 朝日放送ラジオ：1008kHz（大阪局 出力50kW） - ラジオ大阪：1314kHz（大阪局 出力50kW） | - NHK岡山FM放送：88.7MHz（岡山局 出力1kW） - FM岡山：76.8MHz（岡山局 出力1kW） |

## 名所・旧跡・観光・レジャー
地区内に主だった観光施設はない。
- 林坊城遺跡（弥生時代）
- さこ長池遺跡（弥生時代）
- 上林城・浄願寺城 - 陸軍林飛行場の建設により遺構は全て消滅。残存地名：岡屋敷、城の出水、城
- 高岡城 - 残存地名：防城
- 中林城 - 残存地名：城山、坊城、鳥屋敷之町、下戸井之町、居屋敷之町